# Москитный флот
«Моски́тный флот» — совокупность быстроходных и манёвренных малых боевых кораблей, например, торпедных, сторожевых, ракетных, а также других малых катеров.

## Этимология
Название «москитный флот» появилось в разгар Первой мировой войны — тогда боевые катера предназначались для одновременных действий немалыми группами, например, для внезапной атаки кораблей противника, установки малых минных заграждений, высадки и переброски десанта и других боевых действий.
В первой половине XX века в теории военно-морского искусства некоторых государств (Германия, Италия, СССР) считалось, что «москитный флот» в прибрежных районах способен противостоять броненосному флоту противника и может лишить его господства на море.